# Schwadorf (Baixa Áustria)
Schwadorf (Baixa Áustria) é um município da Áustria localizado no distrito de Wien-Umgebung, no estado de Baixa Áustria.